# Laura Alvarado Cardozo
Laura Evangelista Alvarado Cardozo, in religione Maria di San Giuseppe (Choroní, 25 aprile 1875 – Maracay, 2 aprile 1967), è stata una religiosa agostiniana venezuelana, fondatrice delle Suore Agostiniane Recollette del Sacro Cuore di Gesù.

## Biografia
Laura Evangelista Alvarado Cardozo nacque il 25 aprile 1875 a Choroní, in Venezuela, primogenita dei quattro figli di Clemente Alvarado, commerciante originario delle Isole Canarie, e Margarita Cardozo, venezuelana. La famiglia si trasferì a Maracay, dove Laura frequentò le scuole. L'8 dicembre 1888 ricevette la Prima Comunione ed emise il voto privato di verginità. Nel 1892 confidò al suo direttore spirituale, don Justo Vicente López Aveledo, il desiderio di diventare religiosa di clausura, ma questi le consigliò di attendere. Dal 3 novembre 1893 lavorò gratuitamente per nove anni, insieme a quattro amiche, in un piccolo ospedale di Maracay, creato da don Vicente per gli ammalati di vaiolo.
Il 22 maggio 1902 Laura poté coronare il desiderio di formare una congregazione: per decisione di monsignor Críspulo Uzcátegui, arcivescovo di Caracas, nacque la comunità delle Suore Ospitaliere di Sant'Agostino: Laura prese il nome di suor Maria di San Giuseppe e fu nominata superiora. Nel 1905 fondò la prima di trentacinque case per le orfanelle, i poveri e gli anziani. Trascorreva lunghe ore del giorno e della notte in adorazione davanti al Tabernacolo, da cui traeva la forza per compiere la sua missione. La sua fede, radicata nell'Eucaristia e nella preghiera, era arricchita dalla devozione alla Vergine Maria. Il 17 settembre 1927 giunse l'approvazione diocesana e l'ordine prese il nome di Suore Ospedaliere Agostiniane. Il 10 maggio 1950, su richiesta di madre Maria, la congregazione venne aggregata all'Ordine degli Agostiniani Recolletti. Il 15 novembre 1952 prese il nome di Suore Agostiniane Recollette del Sacro Cuore di Gesù, congregazione di diritto pontificio.
Dal 1899 al 1909 visse consumando ogni giorno solo la Comunione sacramentale, poi mitigò il suo digiuno per obbedire all'invito del padre spirituale, ma alimentandosi comunque con minime quantità di cibo fino alla morte, avvenuta a novantadue anni. Offrì questo sacrificio per la conversione di suo padre, Clemente Alvarado, che prima di morire si confessò e comunicò. Il digiuno assoluto, assumendo quotidianamente solo l'ostia consacrata, è caratteristico di alcuni santi e beati, come san Nicola di Flüe, le beate Elisabetta Achler e Louise Lateau, la Venerabile Marta Robin e la Serva di Dio Maria Domenica Lazzeri. La mistica cattolica tedesca Teresa Neumann, Serva di Dio, visse per trentasei anni senza assumere né cibo né bevande al di fuori della comunione quotidiana.
Nel 1960 madre Maria di San Giuseppe si ritirò nella Casa di Maracay, dove passò gli ultimi anni. Morì il 2 aprile 1967 e fu sepolta, come da suo desiderio, nella cappella dell'Asilo dell'Immacolata Concezione. Il 19 gennaio 1994 il suo corpo, riesumato per la ricognizione canonica, fu trovato incorrotto e nel settembre successivo fu posto in un sarcofago di cristallo e bronzo.

## Il culto
Il 10 giugno 1983 iniziò la causa di beatificazione, l'inchiesta diocesana si concluse il 13 giugno 1986 e il 7 marzo 1992 fu dichiarata venerabile. Per la sua beatificazione fu esaminato il caso di suor Teresa Silva che, entrata tra le Agostiniane Recollette del Cuore di Gesù nel 1952, due anni dopo si ammalò di osteoartrosi. Madre Maria di San Giuseppe le disse che, al compimento dei cinquant'anni, sarebbe guarita e, il 17 settembre 1992, dopo ventisei anni di malattia, la suora guarì. 
La Commissione medica della Congregazione delle cause dei santi si espresse a favore dell'inspiegabilità scientifica dell'accaduto, e i consultori teologi convalidarono il nesso tra la guarigione di suor Teresa e madre Maria. Papa Giovanni Paolo II la beatificò il 7 maggio 1995, prima donna venezuelana a salire sugli altari. La sua memoria liturgica è fissata al 2 aprile.